# Комароловка іквітозька
Комароловка іквітозька (Polioptila clementsi) — вид горобцеподібних птахів родини комароловкових (Polioptilidae). Вважався підвидом комароловки каєнської (Polioptila guianensis), але був виділений в окремий вид на основі відмінностей в морфології і вокалізації.

## Поширення
Ендемік Перу. Вид трапляється лише у Національному заповіднику Олпауайо-Мішана на північному сході країни. Досі спостерігалось близько 15 пар птахів цього виду.

## Назва
Латинська назва Polioptila clementsi вшановує американського орнітолога Джеймса Клеменса (1927—2005), який помер від лейкемії напередодні описання відкриття виду.

## Опис
Дрібний птах, завдовжки до 12 см. Оперення світло-сіре, лише черево і низ хвоста білуваті.